# Courier (fonte)
Courier é uma fonte tipográfica monoespaçada, de serifa egípcia, projetada para assemelhar a saída de uma batida de máquina de escrever. A tipografia foi projetada por Howard "Bud" Kettler em 1955.

## Variantes

### Courier New
Courier New é uma versão da Courier introduzida com o Windows 3.1, que também incluiu as fontes de bitmap Courier. A família compreende Courier New, Courier New Bold, Courier New Italic e  Courier New Bold Italic. Courier New se caracteriza por ter espaço entre linhas mais alto que a Courier. Sinais de pontuação são retrabalhadas para fazer os pontos e vírgulas mais pesados.

### Courier Standard
Courier Standard, Courier Standard Bold, Courier Standard Bold Italic e Courier Standard Italic são fontes distribuídas com o Adobe Reader 6, como uma substituição para as fontes PostScript Courier.

## Exemplo da fonte monoespaçada Courier
O parágrafo seguinte está escrito na fonte monoespaçada Courier, caso esteja instalada no seu computador, senão é utilizada o tipo de letra Courier.

Design é um termo da língua inglesa que se refere a um determinado esforço criativo, seja bidimensional ou tridimensional, segundo o qual se projetam objetos ou meios de comunicação diversos para o uso humano. Por este fato, ela pode ser traduzida como "desenho", mas não se refere diretamente ao ato de desenhar. Devido à dificuldade de tradução, costuma-se adotar nos países de língua portuguesa a palavra original, de forma que o profissional que trabalha na área de design é chamado designer.

ABCDEFGHIJKLMNOPQRSTUVWXYZ

abcdefghijklmnopqrstuvwxyz

1234567890

Exemplos de caracteres

IPA: /ɪgˈzɑːmpəl əv aɪpiːˈeɪ tɹɑːnˈskɹɪpʃən/.

Caracteres árabes: العربية.

Caracteres hebraicos: עברית.

Caracteres cirílicos: Кирилица.

Caracteres gregos: Ελληνικά.

## Exemplo da fonte monoespaçada Courier New
O parágrafo seguinte está escrito na fonte monoespaçada Courier New, caso esteja instalada no seu computador, senão é utilizada o tipo de letra Courier.

Design é um termo da língua inglesa que se refere a um determinado esforço criativo, seja bidimensional ou tridimensional, segundo o qual se projetam objetos ou meios de comunicação diversos para o uso humano. Por este fato, ela pode ser traduzida como "desenho", mas não se refere diretamente ao ato de desenhar. Devido à dificuldade de tradução, costuma-se adotar nos países de língua portuguesa a palavra original, de forma que o profissional que trabalha na área de design é chamado designer.

ABCDEFGHIJKLMNOPQRSTUVWXYZ

abcdefghijklmnopqrstuvwxyz

1234567890

Exemplos de caracteres

IPA: /ɪgˈzɑːmpəl əv aɪpiːˈeɪ tɹɑːnˈskɹɪpʃən/.

Caracteres árabes: العربية.

Caracteres hebraicos: עברית.

Caracteres cirílicos: Кирилица.

Caracteres gregos: Ελληνικά.